# Веселый, Иржи
Иржи Веселый (чеш. Jiří Veselý; род. 10 июля 1993, Пршибрам, Чехия) — чешский теннисист; победитель четырёх турниров ATP (два — в одиночном разряде); обладатель Кубка Дэвиса (2013) в составе национальной сборной Чехии; победитель одного юниорского турнира Большого шлема в одиночном разряде (Открытый чемпионат Австралии-2011); победитель одного юниорского турнира Большого шлема в парном разряде (Открытый чемпионат Австралии-2011); чемпион I юношеских Олимпийских игр в парном разряде; бывшая первая ракетка мира в юниорском рейтинге.

## Общая информация
Иржи — один из трёх детей Ирэны Веселой и Иржи-старшего; у него есть две сестры — Анета и Наталья. Отец семейства также играет в теннис, ныне тренируя, а мать — менеджер в обувной компании.
Иржи-младший в теннисе с четырёх лет, впервые попробовав управляться с ракеткой после наблюдений за отцом. Лучший элемент игры Веселого — подача, любимые покрытия — грунт и хард. Фитнес-тренер — Йозеф Иванько.

## Спортивная карьера

### Начало карьеры
Юниорские годы
Чех был весьма успешен в старшем юниорском туре, отметившись несколькими финалами и титулами на крупных турнирах как в одиночном, так и в парном разряде. Проведя свои первые матчи на подобном уровне в 2007 году Веселый потратил около двух лет на набор достаточно опыта и стабильности, чтобы дебютировать на турнирах Большого шлема и постепенно стать одним из лидеров юниорского тура. В 2009 году Иржи в составе команды Чехии смог стать третьим в юниорском Кубке Дэвиса, уступив в полуфинале австралийцам с Люком Сэвиллом. Год спустя он регулярно играл на поздних стадиях турниров высших категорий: дойдя до финалов одиночных соревнований в Порту-Алегри и Милане, выиграв парный турнир юношеской Олимпиады и доиграв до финала на юниорском Открытом чемпионате США. В январе 2011 года в возрасте 17-ти лет он смог стать первой ракеткой мира в юниорском теннисе. В 2011 году пришла пора более крупных побед: на Открытом чемпионате Австралии Веселому покорился одиночный и парный приз, а следующие несколько месяцев принесли парный финал Уимблдона и одиночный финал Открытого чемпионата США. В конце октября того года чех завершил свою юниорскую карьеру, став абсолютным чемпионом ещё одного турнира высшей категории — в Осаке.
Начало взрослой карьеры
Параллельно с выходом на пик результатов в юниорских соревнованиях стартовала и взрослая карьера Иржи: весной 2009 года он несколько раз неудачно пытался преодолеть квалификацию на турнирах серии «фьючерс» и на домашнем «челленджере» в Простеёве. Набирая с течением времени опыт в игре с более квалифицированными оппонентами, Веселый стал постепенно улучшать свои результаты в протуре и к концу 2010 года заработал свои первый парный финал на «фьючерсах», а в мае следующего года завоевал и свой первый одиночный титул на этом уровне. В 2012 году Веселый сосредоточился на выступлениях во взрослом туре, что позволило заметно улучшить стабильность своих выступлений: сразу шесть финалов (и пять побед в них) на «фьючерсах» подняли его в топ-300 одиночной классификации, а в паре удалось заработать первый финал на «челленджерах»: вместе с Романом Ебавым он добрался до титульного матча в Остраве.
В 2013 году успешные выступления на соревнованиях продолжились. Не слишком большое число сильных спортсменов в национальном теннисе в период начала карьеры Иржи позволило ему достаточно рано провести свои первые матчи за Чехию в Кубке Дэвиса: уже в 19 лет в феврале 2013 года он впервые попробовал себя в этом соревновании, сыграв в матче не имевшем турнирного значения встречи против сборной Швейцарии. Постепенно растущий рейтинг позволяет чаще участвовать на более статусных соревнованиях серии «челленджер», где в апреле чех завоевал первый одиночный титул, взяв в Мерсине верх в титульном матче против Симона Гройля. До конца года Веселый выиграл ещё два титула на «челленджерах», а в конце мая впервые пробился в основу соревнования серии Большого шлема, пройдя отбор на Ролан Гаррос. К концу августа успехи Иржи на «челленджерах» достигли такой стадии, что на Открытом чемпионате США ему уже не требуется играть квалификацию. Параллельно постепенно улучшаются и парные результаты: Иржи впервые принимает участие на этом турнире Большого шлема в основной сетке в мужском парном разряде. В рейтинге он впервые вошёл в топ-100.
В 2014 году в календаре Веселого появляется все больше турниров основной серии ассоциации, где он всё чаще проходит несколько кругов: так в марте на крупном турнире в Индиан-Уэллсе он пробился в третий раунд, а несколько месяцев спустя — в Дюссельдорфе — прошёл в полуфинал. После поражения во втором раунде Открытого чемпионата Франции он дважды в Чехии смог сыграть в финале «челленджеров» и в одном из них взял титул. В июне чех неплохо проявил себя на Уимблдоне впервые сыграв в третьем раунде турнира Большого шлема. Во втором раунде он смог переиграть сильного француза Гаэля Монфиса в пяти сетах. В октябре в парном разряде он выиграл первый титул в Мировом туре. Вместе с Франтишеком Чермаком он стал сильнейшим на турнире в Москве.

### 2015—2018 (первый одиночный титул в туре и попадание в топ-40)
В 2015 году на втором турнире сезона — в Окленде — Веселый, пройдя квалификационный отбор, впервые пробился в титульный матч, где сходу одержал победу над Адрианом Маннарино 6:3, 6:2. Дебютный одиночный титул в туре позволил ему впервые подняться в рейтинге в топ-40. Развить успех не получилось и Иржи выдал серию из семи поражений подряд в первых раундах. Лишь в апреле на турнире в Касабланке он смог выиграть первый матч и в целом дойти до полуфинала, в котором проиграл Даниэлю Химено Траверу. Через две недели также в полуфинале турнира в Бухаресте Веселый берёт реванш у испанца, однако в финале уступил его соотечественнику Гильермо Гарсие Лопесу. Этот результат позволил Веселому подняться на самое высокое в карьере — 35-е место одиночного рейтинга. В июне он второй год подряд выиграл «челленджер» в Простеёве. На Уимблдоне Веселый вылетел во втором раунде, а на Открытом чемпионате США доиграл до третьего раунда. Осенью он смог выйти в один четвертьфинал на турнире в Шэньчжэне.
В 2016 году первые заметные результаты пришли с началом грунтового отрезка сезона весной. В апреле на турнире в Марракеше удалось выйти в полуфинал. После этого чех отправился на Мастерс в Монте-Карло, где во втором раунде сенсационно смог обыграть № 1 в мире Новака Джоковича (6:4, 2:6, 6:4). Это дебютная победа Иржи не только над первой ракеткой мира, но и над игроком из топ-10 в целом. Развить успех не получилось и в третьем раунде чех проиграл Гаэлю Монфису. На турнире в Стамбуле он дошёл до четвертьфинала, а через некоторое время на Ролан Гаррос проиграл во втором раунде. На Уимблдоне 2016 года Веселый показал свой лучший результат на Больших шлемах. Во втором раунде ему удалось пройти № 8 в мире на тот момент Доминика Тима, обыграв его на трёх тай-брейках. После этого он выиграл ещё один матч и в четвёртом раунде в пяти сетах проиграл чеху Томашу Бердыху. Выступление на Уимблдоне позволило вернуться в рейтинге в топ-50. На Открытом чемпионате США он проиграл во втором раунде, а осенью один раз вышел в четвертьфинал турнира в Шэньчжэне.
В январе 2017 года Веселый пробился в четвертьфинал турнира в Окленде. В апреле смог сыграть в полуфинале турнира в Марракеше. В начале мая на турнире в Стамбуле Веселый выиграл второй парный титул в туре, став победителем в паре с Романом Ебавым. На Открытом чемпионате Франции он доиграл до третьего раунда в одиночках и впервые в карьере на Больших шлемах в парах. После поражения на Ролан Гаррос он сыграл на «челленджере» в Простеёве и смог победить. После поражения во втором раунде Уимблдона чех сыграл в 1/4 финала на грунте турниров в Умаге и Гамбурге.
В начале сезона 2018 года на турнире в Окленде Иржи дошёл до четвертьфинала, где уступил испанцу Роберто Баутисте. На Открытом чемпионате Австралии он проиграл во втором раунде. В начале мая Веселому удалось выйти в четвертьфинал на турнире в Стамбуле. После вылета в первом раунде Ролан Гаррос он потерял место в топ-100 мирового рейтинга. В конце июня на траве турнира в Антальи удалось выйти в полуфинал и вернуть себе место в первой сотне. После этого Веселый неплохо сыграл на Уимблдоне, сумев во второй раз в карьере доиграть до четвёртого раунда. На своём пути он переиграл Флориана Майера, Фабио Фоньини и Диего Шварцмана, а в борьбе за четвертьфинал проиграл Рафаэлю Надалю в трёх сетах. После Уимблдона Веселый в альянсе с Ебавым смог выйти в парный финал соревнований в Умаге.

### 2019—2022
Долгое время Веселый не показывал сильных результатов, в основном туре на его счету только один четвертьфинал в Марракеше в апреле 2019 года и к маю он опять покинул топ-100. В июле Иржи успешно прошёл через квалификацию на Уимблдонский турнир. В первом раунде он смог преподнести сюрприз и обыграть пятую ракетку мира Александра Зверева (4:6, 6:3, 6:2, 7:5). Затем он победил Пабло Куэваса и вышел в третий раунд, где проиграл в четырёх сетах французу Бенуа Перу. На Открытом чемпионате США он также смог преодолеть квалификационный отбор и в основной сетке проиграл в первом раунде Ричарду Беранкису в пяти сетах. В ноябре Веселый выиграл «челленджер» в Эккентале.
В феврале 2020 года Веселый смог выиграть свой второй одиночный титул в основном туре. Он стал чемпионом турнира в Пуне, обграв в финале белоруса Егора Герасимова со счётом 7:6, 5:7, 6:3. Победа на турнире позволила чеху вновь вернуть себе место в топ-100. Со 107-й позиции он поднялся сразу на 72-ю. После паузы в сезоне он на Открытом чемпионате США проиграл на старте, а на кортах Ролан Гаррос во втором раунде. В октябре Веселый отметился в 1/4 финала турнира на Сардинии.
В феврале 2021 года на разминочном перед первым в году Большим шлемом турнире в Мельбурне Веселый смог выиграть три матча и пройти в четвертьфинал. Открытый чемпионат Австралии завершился для него во втором раунде. Результаты по ходу сезона оставались не слишком сильными и на оставшихся Больших шлемах он до второго раунда доиграл только на Уимблдоне. Осенью он активно набирал форму на турнирах младшей серии «челленджер» и смог выиграть один из них во Франции.
На турнире в Пуне 2022 года Веселый доиграл до четвертьфинала и, лишившись рейтинговых очков за победу двухлетней давности, потерял место в первой сотни рейтинга. Но вскоре Веселый смог вернуть былые позиции. Он провёл отличный для себя турнир на соревновании в Дубае в последнюю неделю февраля. На турнир он вынуждено пробивался через два раунда квалификации и уже в первом раунде нанёс поражение известному теннисисту из Хорватии Марину Чиличу. Затем он победил крепкого испанца Роберто Баутисту. В четвертьфинале он сразился с первой ракеткой мира Новаком Джоковичем и смог его обыграть со счётом 6:4, 7:6. Это второй матч между Веселым и Джоковичем и чех может похвастаться тем, что оба раза обыграл знаменитого серба и оба раза тот был в статусе первого в мире. В полуфинале Иржи в трёх сетах с тай-брейками переиграл Дениса Шаповалова из Канады. В финале он сыграл против россиянина Андрея Рублёва и проиграл со счётом 3:6, 4:6. После хорошей игры в Дубае Иржи поднялся в рейтинге на 74-е место.

## Рейтинг на конец года
| Год  | Одиночный рейтинг | Парный рейтинг |
| 2024 | 341               | 1051           |
| 2023 | 292               | 1337           |
| 2022 | 109               | 678            |
| 2021 | 83                | 342            |
| 2020 | 68                | 651            |
| 2019 | 105               | 584            |
| 2018 | 89                | 177            |
| 2017 | 62                | 135            |
| 2016 | 55                | 184            |
| 2015 | 41                | 181            |
| 2014 | 66                | 123            |
| 2013 | 85                | 305            |
| 2012 | 263               | 424            |
| 2011 | 603               | 812            |
| 2010 | 868               | 1133           |

## Выступления на турнирах

### Финалы турниров ATP в одиночном разряде (4)

#### Победы (2)
| Титулы                     |
| -------------------------- |
| Турниры Большого шлема (0) |
| Итоговый турнир ATP (0)    |
| Олимпиада (0)              |
| ATP Мастерс 1000 (0)       |
| АТР 500 (0)                |
| АТР 250 (2+2)              |

| Титулы по покрытиям | Титулы по месту проведения матчей турнира |
| ------------------- | ----------------------------------------- |
| Хард (2+1)          | Зал (0+1)                                 |
| Грунт (0+1)         | Зал (0+1)                                 |
| Трава (0)           | Открытый воздух (2+1)                     |
| Ковёр (0)           | Открытый воздух (2+1)                     |

| №  | Дата           | Турнир                 | Покрытие | Соперник в финале | Счёт           |
| 1. | 17 января 2015 | Окленд, Новая Зеландия | Хард     | Адриан Маннарино  | 6-3 6-2        |
| 2. | 9 февраля 2020 | Пуна, Индия            | Хард     | Егор Герасимов    | 7-6(2) 5-7 6-3 |

#### Поражения (2)
| №  | Дата            | Турнир            | Покрытие | Соперник в финале     | Счёт           |
| 1. | 26 апреля 2015  | Бухарест, Румыния | Грунт    | Гильермо Гарсия Лопес | 6-7(5) 6-7(11) |
| 2. | 26 февраля 2022 | Дубай, ОАЭ        | Хард     | Андрей Рублёв         | 3-6 4-6        |

### Финалы челленджеров и фьючерсов в одиночном разряде (23)

#### Победы (17)
| Условные обозначения |
| Челленджеры (9+1)    |
| Фьючерсы (9+5)       |

| Титулы по покрытиям | Титулы по месту проведения матчей турнира |
| ------------------- | ----------------------------------------- |
| Хард (5+2)          | Зал (2)                                   |
| Грунт (12+4)        | Зал (2)                                   |
| Трава (0)           | Открытый воздух (16+6)                    |
| Ковёр (1)           | Открытый воздух (16+6)                    |

| №   | Дата             | Турнир                    | Покрытие    | Соперник в финале  | Счёт              |
| 1.  | 15 мая 2011      | Теплице, Чехия            | Грунт       | Норберт Гомбош     | 3-6 7-6(7) 6-1    |
| 2.  | 8 января 2012    | Шэньчжэнь, Китай          | Хард        | Остин Крайчек      | 6-4 7-5           |
| 3.  | 15 июля 2012     | Простеёв, Чехия           | Грунт       | Доминик Тим        | 6-4 6-4           |
| 4.  | 22 июля 2012     | Прага, Чехия              | Грунт       | Норберт Гомбош     | 6-4 6-0           |
| 5.  | 11 августа 2012  | Вельс, Австрия            | Грунт       | Марк Рат           | 6-2 6-2           |
| 6.  | 22 сентября 2012 | Эшпинью, Португалия       | Грунт       | Хенри Лааксонен    | 6-2 6-4           |
| 7.  | 19 января 2013   | Эйлат, Израиль            | Хард        | Гильермо Оласо     | 6-1 6-2           |
| 8.  | 26 января 2013   | Эйлат, Израиль            | Хард        | Джеймс Макги       | 6-2 6-4           |
| 9.  | 3 марта 2013     | Харлинген, США            | Хард        | Бьорн Фратанджело  | 5-7 7-6(4) 6-3    |
| 10. | 14 апреля 2013   | Мерсин, Турция            | Грунт       | Симон Гройль       | 6-1 6-1           |
| 11. | 5 мая 2013       | Острава, Чехия            | Грунт       | Стив Дарси         | 6-4 6-4           |
| 12. | 4 августа 2013   | Либерец, Чехия            | Грунт       | Федерико Дельбонис | 6-7(2) 7-6(7) 6-4 |
| 13. | 8 июня 2014      | Простеёв, Чехия           | Грунт       | Норберт Гомбош     | 6-2 6-2           |
| 14. | 7 июня 2015      | Простеёв, Чехия           | Грунт       | Ласло Дьёре        | 6-4 6-2           |
| 15. | 11 июня 2017     | Простеёв, Чехия           | Грунт       | Федерико Дельбонис | 5-7 6-1 7-5       |
| 16. | 3 ноября 2019    | Эккенталь, Германия       | Ковёр (зал) | Стив Дарси         | 6-4 4-6 6-3       |
| 17. | 10 октября 2021  | Муйрон-ле-Каптиф, Франция | Хард (зал)  | Норберт Гомбош     | 6-4 6-4           |
| 18. | 12 мая 2024      | Прага, Чехия              | Грунт       | Готье Онклен       | 6-2 3-6 7-6(3)    |

#### Поражения (5)
| №  | Дата         | Турнир               | Покрытие | Соперник в финале | Счёт           |
| 1. | 29 июля 2012 | Либерец, Чехия       | Грунт    | Адам Павласек     | 6-3 6-7(3) 0-6 |
| 2. | 8 июня 2013  | Простеёв, Чехия      | Грунт    | Радек Штепанек    | 4-6 2-6        |
| 3. | 6 июля 2013  | Брауншвейг, Германия | Грунт    | Флориан Майер     | 6-4 2-6 1-6    |
| 4. | 15 июня 2014 | Прага, Чехия         | Грунт    | Лукаш Росол       | 6-3 4-6 4-6    |
| 5. | 20 мая 2018  | Хайльбронн, Германия | Грунт    | Рудольф Моллекер  | 6-4 4-6 5-7    |

### Финалы турнировATPв парном разряде (3)

#### Победы (2)
| №  | Дата            | Турнир          | Покрытие   | Партнёр          | Соперники в финале           | Счёт       |
| 1. | 19 октября 2014 | Москва, Россия  | Хард (зал) | Франтишек Чермак | Сэмюэль Грот Крис Гуччоне    | 7-6(2) 7-5 |
| 2. | 7 мая 2017      | Стамбул, Турция | Грунт      | Роман Ебавый     | Туна Алтуна Алессандро Мотти | 6-0 6-0    |

#### Поражения (1)
| №  | Дата         | Турнир         | Покрытие | Партнёр      | Соперники в финале         | Счёт    |
| 1. | 21 июля 2018 | Умаг, Хорватия | Грунт    | Роман Ебавый | Матве Мидделкоп Робин Хасе | 4-6 4-6 |

### Финалы челленджеров и фьючерсов в парном разряде (10)

#### Победы (6)
| №  | Дата           | Турнир                   | Покрытие | Партнёр          | Соперники в финале                        | Счёт       |
| 1. | 20 мая 2012    | Мост, Чехия              | Грунт    | Ярослав Поспишил | Марек Михаличка Эрик Хвойка               | 6-1 6-4    |
| 2. | 27 мая 2012    | Яблонец-над-Нисоу, Чехия | Грунт    | Ярослав Поспишил | Петер Лучак Блейк Мотт                    | 7-5 6-4    |
| 3. | 15 июля 2012   | Простеёв, Чехия          | Грунт    | Адам Павласек    | Риккардо Беллотти Доминик Тим             | 7-6(2) 6-3 |
| 4. | 19 января 2013 | Эйлат, Израиль           | Хард     | Роман Ебавый     | Андони Виванко Гусман Хайме Пулгар Гарсия | 6-3 6-1    |
| 5. | 26 января 2013 | Эйлат, Израиль           | Хард     | Роман Ебавый     | Клаудио Грасси Маттео Фаго                | 6-4 7-5    |
| 6. | 15 июня 2014   | Прага, Чехия             | Грунт    | Роман Ебавый     | Ли Синьхань Чжан Цзэ                      | 6-1 6-3    |

#### Поражения (4)
| №  | Дата           | Турнир                 | Покрытие    | Партнёр       | Соперники в финале              | Счёт           |
| 1. | 28 ноября 2010 | Опава, Чехия           | Ковёр (зал) | Радим Урбанек | Михал Конечный Даниэль Лустиг   | 6-7(7) 2-6     |
| 2. | 6 мая 2012     | Острава, Чехия         | Грунт       | Адам Павласек | Раду Албот Теймураз Габашвили   | 5-7 7-5 [8-10] |
| 3. | 17 июня 2018   | Кальтаниссетта, Италия | Грунт       | Блаж Рола     | Федерико Гайо Андреа Пеллегрино | 6-7(4) 6-7(5)  |
| 4. | 7 июня 2019    | Простеёв, Чехия        | Грунт       | Иржи Легечка  | Филипп Освальд Филип Полашек    | 4-6 6-7(4)     |

### Финалы командных турниров (1)

#### Победы (1)
| №  | Год  | Турнир       | Команда                  | Соперник в финале                                      | Счёт |
| 1. | 2013 | Кубок Дэвиса | Чехия Не играл в финале. | Сербия И. Бозоляц, Н. Джокович, Н. Зимонич, Д. Лайович | 3-2  |